# Čanski jezik
Čanski jezik (laz, chan, chanuri, chanzan, laze, zan; ISO 639-3: lzz), jezik kartvelske porodice, uže zanske skupine, kojim govori narod Čani ili Lazi na području Gruzije, kao i mnogi koji su se iselili u Tursku i druge države. 
Danas se čanski najviše govori u Turskoj, 30 000 (1980), i oko 2 000 (1982) u nekoliko sela u Gruziji.

## Vanjske poveznice
- Ethnologue (14th)
- Ethnologue (15th)